# Киран Десаи
Киран Десаи (енгл. Kiran Desai; Њу Делхи, 3. септембар 1971) је индијска књижевница. Њен роман Наслеђени губитак освојио је Награду Букер 2006. године 
и Националну награду круга критичара за белетристику. У јануару 2015, новине The Economic Times су је навеле као једну од 20 „најутицајнијих“ Индијки на свету.

## Биографија
Киран Десаи је ћерка познате књижевнице Аните Десаи, која је и сама три пута била у ужем избору за Награду Букер. Рођена у Њу Делхију, а прве године живота провела у Пенџабу и Мумбају. Напустила је Индију са 14 година, а она и њена мајка живеле су у Енглеској годину дана пре него што су се преселиле у Сједињене Државе.
Киран Десаи је студирала креативно писање на Бенингтон колеџу, Универзитета Холинс и на Универзитету Колумбија.

## Каријера
Први роман Киран Десаи Халабука у воћњаку гуава, објављен је 1998. године и добио је признања од личности попут Салмана Рушдија. Роман је освојио Награду Бети Траск, 
коју додељује Друштво аутора за најбољи нови роман грађана Комонвелта нација млађих од 35 година.
Њену другу књигу, Наслеђени губитак, хвалили су критичари широм Азије, Европе и Сједињених Држава. Роман је освојио је Награду Букер 2006. године, као и Националну награду круга критичара за белетристику. Десаи је са 35 година живота, постала најмлађа жена добитник Награде Букер. Од 2013. године  Еленор Катон је најмлађа жена добитник.
Десаи је 2013. године добила Награду Берлин коју додељује Америчка академија у Берлину.
Десаи живи у Њујорку. Она је 2017. године изјавила да више од деценије ради на новој књизи „о моћи... о младој Индијанки у Индији и свету“, која је требало да изађе следеће године. Роман још увек није објављен. Десаи није објавила ниједну књигу од свог другог романа који је освојио Награду Букер 2006. године.